# 学校法人早稲田大阪学園
学校法人早稲田大阪学園（がっこうほうじんわせだおおさかがくえん）は、日本の学校法人。

## 所在地
- 大阪府茨木市

## 設置校
- 早稲田摂陵高等学校 - 2025年4月より早稲田大阪高等学校に改名[2]。
- 向陽台高等学校
- 向陽台総合学院 - 向陽台高等学校の技能連携校のひとつ。各種学校。2023年4月開校

## かつての設置校
- 早稲田摂陵中学校 - 2023年3月閉校

## 沿革
- 1961年 認可[1]
- 1962年 大阪繊維工業高等学校（現早稲田摂陵高等学校）開校[3]
- 1964年 向陽台高等学校開校[3]
- 1985年 摂陵中学校（現早稲田摂陵中学校）開校[3]
- 2009年 摂陵中学校・高等学校が早稲田大学系属となり早稲田摂陵中学校・高等学校となる[3]
- 2012年 法人名を大阪繊維学園から早稲田大阪学園に変更[4]
- 2023年 早稲田摂陵中学校閉校、向陽台総合学院開校